# 리종오
리종오(李鍾旿, 1943년 11월 7일 ~ 2016년 11월 8일)는 조선민주주의인민공화국의 작곡가이다.

## 생애
평안북도 구성시 출신이다. 1960년 평양음악무용대학(현재의 김원균평양음악대학)을 졸업한 뒤에 평양음악무용대학에서 교수로 근무했다. 1979년부터 조선인민군협주단 작곡가, 만수대예술단 작곡가로 활동했고 1980년대 말부터는 보천보전자악단 작곡가, 지휘자로 활동했다.
1989년 인민예술가 칭호, 1991년 김일성상을 받았으며 1992년 로력영웅 칭호, 1994년 김일성훈장을 받았다. 《반갑습니다》, 《휘파람》, 《내 나라 제일로 좋아》, 《녀성은 꽃이라네》, 《아직은 말 못해》, 《도시처녀 시집와요》 외에 《김일성 대원수 만만세》(김일성 주석 찬양곡), 《당신이 없으면 조국도 없다》(김정일 국방위원회 위원장 찬양곡), 《발걸음》(김정은 최고지도자 찬양곡) 등 140여 편에 달하는 노래를 작곡했다. 2016년 11월 8일 급성 심근 경색으로 인해 향년 73세를 일기로 사망했다.